# ティル・ナ・ノーグ (システムソフト)
『ティル・ナ・ノーグ』は、1988年1月にシステムソフトより発売されたパーソナルコンピュータ用シミュレーションRPGである。1990年にはPC-8801(NEC)とMSX2にも移植された。2001年にシステムソフト・アルファーよりWindowsリメイク版が発売されて以降はWindowsプラットフォームを中心に続編が発表されており、2007年からはプロジェクトEGGより復刻販売も行われている。

## 特徴
シナリオジェネレータシステムを搭載し、無限にシナリオを作成できる事を売りとしていたコンピュータRPG。「ティル・ナ・ノーグ」とは、ケルト神話に出てくる「常若の国」のことで、物語の世界背景はケルト神話を基にしている。シナリオ作成には15分ぐらいの時間を要するが、作成が終わると、冒険する大陸のかたち、王国の名前、プレイヤーの出発地点、その国にある月の色などあらゆるデータが変えられ、ゲームが始まる。作成したシナリオにはシナリオコードが表示され、他のコンピュータにおいてもその数値を入力すると、同じシナリオが再生できる。複数のイベントの組み合わせと異なったダンジョンマップにより、毎回新たなゲームとして楽しむことができた。ただ、「無限にシナリオを作成できる」とはいっても、基本の流れはほとんど変わらず、地名、人名、助ける対象、地形、ダンジョンが変化するだけである。
プレイヤーはこの世界の中の主人公となり、5人までパーティー（仲間）を組むことができるが、ゲーム中に強いキャラクターがいたら、これまでパーティーを組んでいたキャラクターと別れて仲間に加えることもできる。

## 主人公
英雄妖精と呼ばれる妖精が主人公である。パラメータとしては特に秀でているものはない（あえていえば成長すると魅力が比較的高くなる）が、英雄妖精のみが装備できる強力な武器が存在する。なお、英雄妖精の性別は男女どちらも選択可能である。

## パーティー
パーティーは英雄妖精を含めて5人までとなっている。酒場で勧誘できる場合と、フィールド・ダンジョンを歩いている際にパーティーに入りたいと要請がある場合とがある。
初期の頃は「ダーナ・オシー」というこの世界の一般的住人しか仲間に出来ないが、英雄妖精のレベルが上がるにつれて魅力が上昇するため、強力なキャラクター（ドラゴン、ラナンシー等）をパーティーに編入することが出来る。また、初期の魅力が低い時期では、パーティーのメンバーが魅力の高いエルフに付いていき、パーティーから勝手に脱退することがある。
パーティーに編入可能なキャラクターは主に以下の通り。編入可能なキャラクターは100人ぐらいいるが、シナリオによって登場する種類が変わり、さまざまな種族、性別の中から5人までしかパーティーを組めない。
- 王女
- ダーナ・オシー
- エルフ
- ドワーフ
- ノーム
- ラナンシー
- シャーマン
- ドリアード
- ペリ
- ゴールドドラゴン
- プロンズドラゴン
- カッパードラゴン
- ドラゴンパピー(攻撃を受けるとドラゴンマミーを召喚する)

## ゲームの流れ
1. 助けを求める者(王様であったり、女王であったりする)に英雄妖精が召喚され、クエスト(世界を救う、さらわれた王女を救う等)を依頼される。その際、英雄妖精の剣、鎧、盾を与えられる。
2. 出現地点の最も近い場所にあるダンジョンを踏破する(たいてい次のダンジョンに必要な鍵が隠されている)。
3. 順番にダンジョンを攻略していく。
4. 最終のダンジョンで諸悪の元凶であるラスボスを倒す(最終のダンジョンは地形的に隔絶したところにあり、そこへの移動手段を探す必要がある)。
5. エンディング(たいてい助けた王女や、クエストを依頼した王様の娘と結婚することとなる)

基本的に最終のダンジョン以外はいつでも入るには入れるが、敵の強さが固定されているため、レベル1で入っても攻略することは難しい。行き詰まったら町の占い師に助言を聞くことが出来る。

## マップ
このゲームの世界（マップ）はスクエア（四角形）で構成されており、上空からの見下ろし型となっている。そのマップ上をパーティは1マスずつ移動する形態をとっている。ただし『ドラゴンクエスト』（エニックス）のようなスムーズなスクロールではなく、1マス移動するごとに描画されるようになっている。そのなかに「城」、「町」、「地下迷宮」、「塔」が分布している。城と町ではメニューウィンドウが開き、会話や買い物が出来る。地下迷宮と塔に入るとダンジョンマップへと移動する。大体10階層程度の構造となっている。ダンジョンでは移動するごとに踏査範囲が明示されるシステムとなっている。マップ上には敵モンスター等は表示されない。

## 戦闘
普通はプレイヤーが「戦うか逃げるか」「誰を攻撃するか、守るか」「どの武器を使うか」を決めるが、敵モンスターとの戦闘をコンピュータ任せにする自動戦闘モードもある。自動戦闘モードは、各キャラクターに手段と目標を指定でき、キャラクターが状況を判断して、戦うか、逃げるかを決めるようになっている。また、魔法や道具の使用などは手動で指定が可能である。1対1で戦うことを指示したり、1匹の敵をパーティーメンバーで総攻撃したり、フォーメーション（隊形）を選ぶこともできる。
戦わずに逃亡することも可能である。戦闘中にプレイヤー（主人公）だけ逃げて仲間を置き去りにすると、あとでうまく逃げおおせた仲間が追っかけてきたりすることもあれば、敵がこちらを追っかけてきたりすることもある。敵モンスターの中には助けを呼ぶものや攻撃を加えると分裂するものもいる。敵のいる場所はほぼ決まっているため、一度敵と遭遇した場所は避けて進まなければ再びエンカウントすることが多い。初めて遭遇する敵の能力は、プレイヤー側から見てわからないためゲームの緊張感を高める効果があり、少しずつ新しい敵と戦っていくなかで、敵の能力を理解することができるシステムになっている。
また本ゲームの魔法の多くは巻物（スクロール）に書き記されており、巻物は神殿に解かれないと開かないようになっているため、これを開いていくのも本ゲームの楽しみの一つとなっている。

## シリーズ作品
PC-9801
ティル・ナ・ノーグII カオスの警鐘 - 1988年12月発売
Iのセーブデータを引き継ぐことが可能。その際、Iで結婚した王女・ラナンシーも同時に出現する。
PC-8801、MSX2
ティル・ナ・ノーグ 禁断の塔 - 1990年発売
オープニングBGMはPC-9801版「カオスの警鐘」と同じものが使用されている。
ゲームパッドには対応しておらず、キーボード操作のみでしか進行できない。
PC-8801版は、2006年よりプロジェクトEGGで復刻販売されている。
MSX版は、2003年の『MSXマガジン永久保存版2』にも収録されている。
Windows版
ティル・ナ・ノーグ<ダーナの末裔> - 2001年5月発売、初代のリメイク
ティル・ナ・ノーグIII - 2002年4月発売
ティル・ナ・ノーグIV 〜紡がれし勇者たち〜　- 2003年7月25日発売、パワーアップキット及びDX版は2004年3月26日発売
ティル・ナ・ノーグV 〜悠久の仁〜 - 2005年5月27日発売
PS2/PSP版
ティル・ナ・ノーグ 〜悠久の仁〜 - 2009年4月29日発売 
Vのコンシューマ移植版。
「ダーナ-」以降はシステムソフトアルファーの制作・販売である。
これ以外に、システムソフト時代作品の製品系統図では、「エリュシオン」「ブルトン・レイ」も関連作品とされている。